# Jaap Kwakman
Jaap Kwakman (Volendam, 20 mei 1977) is een Nederlandse muzikant, tekstschrijver en componist die bekend werd als lid van de 3JS. Hij bespeelt gitaar, mandoline en piano en verzorgt bij de 3JS ook backing vocals.

## Biografie
Kwakman speelde tijdens zijn jeugd in meerdere bands, waaronder One Vision, de voorloper van het latere Trots (ook bekend als Vaders Trots). Op zijn vijftiende werd hij door coverband Jen Rog gevraagd als gitarist. Na zo'n tien jaar verliet hij deze band en stapte hij uit de muziekwereld; hij vond een baan als aandelenhandelaar bij een bedrijf in Amsterdam. In 1998 viel hij enkele maanden in als gitarist van BZN als vervanger van de zieke Dirk van der Horst.
Vanaf z'n 25ste werd hij sessie-gitarist voor diverse artiesten. Hij speelde mee op verschillende albums en live op theaterpodia. Hij werd o.a. hij gitarist in de begeleidingsband van zangeres Sita en vervolgens speelde hij met mede-3JS-lid Jan Dulles in de band Bluebus. De band nam een rockalbum op, dat echter nooit is uitgekomen. Wel speelden ze in het voorprogramma van Bon Jovi in het Nijmeegse Goffertpark. Daarnaast begon Jaap met het componeren en opnemen van eigen Nederlandstalige liedjes samen met Jaap de Witte en Jan Dulles. In 2007 werden de activiteiten met Bluebus gestaakt nadat de 3JS hun eerste platencontract tekenden en zij hun debuutalbum Watermensen uitbrachten.
Kwakman is gehuwd. In 2011 werd hij vader van een dochter en in 2014 vader van een zoon.